# Telavi (stad)
Telavi (Georgisch: თელავი) is een stad in het oosten van Georgië met ongeveer 20.000 inwoners (2024). Het is het bestuurlijk centrum van de gemeente Telavi en is de hoofdstad van de regio Kacheti. De stad is gesitueerd op ongeveer 550-800 meter boven zeeniveau aan de voet van het Gomborigebergte in het noordwesten van de Alazani-vallei en ligt ongeveer 90 kilometer over de weg ten oosten van hoofdstad Tbilisi. De omgeving van de stad is een voornaam Georgisch wijnbouwgebied.

## Geschiedenis

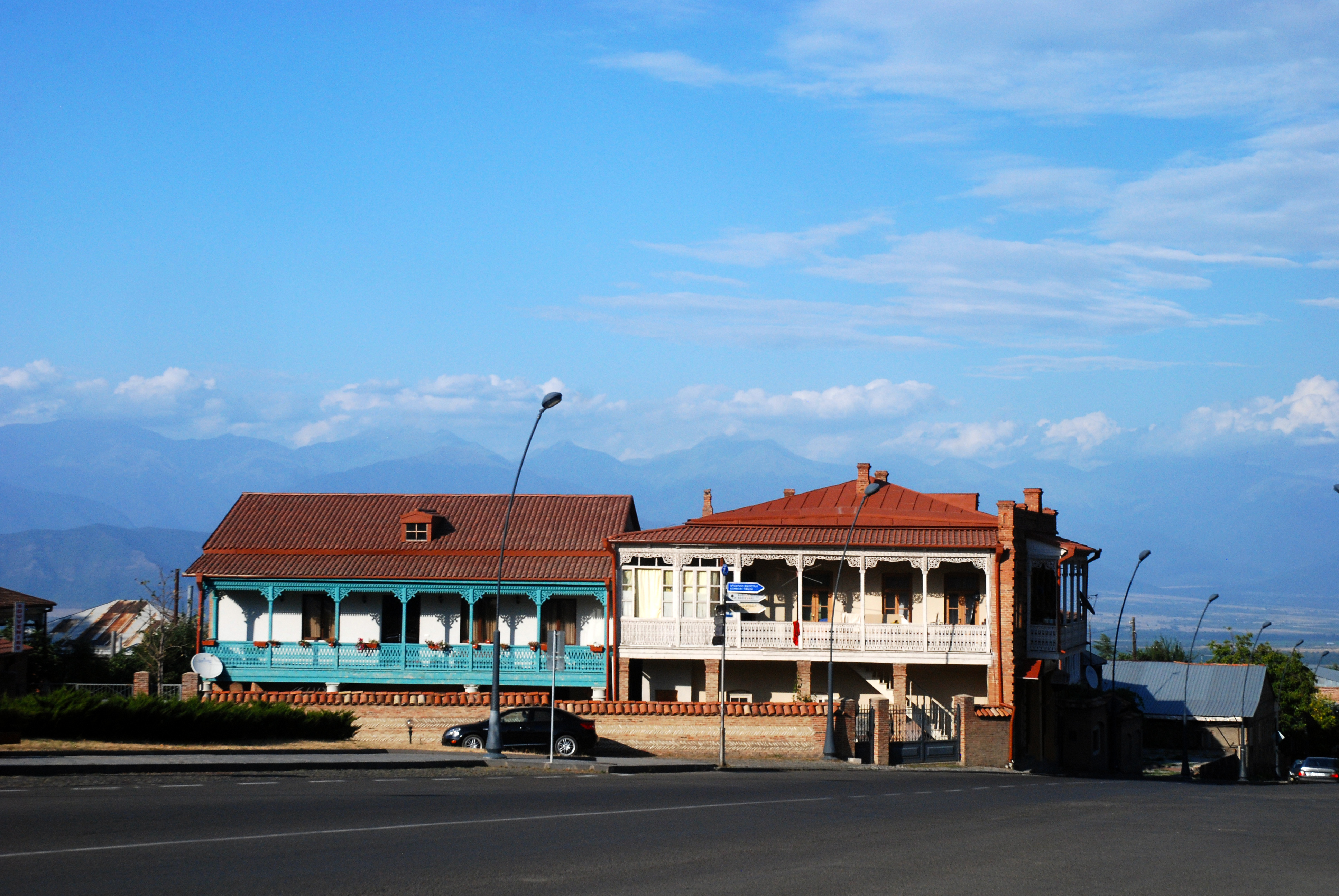
Historisch Telavi

Telavi kent als hoofdstad van Koninkrijk Kachetië een belangrijke geschiedenis. In de stad zijn tijdens archeologische opgravingen in de jaren 50 en 60 van de 20e eeuw vondsten gedaan uit de middeleeuwen. Er werden gebruiksvoorwerpen en funderingen van gebouwen en grote verdedigingswerken uit de 10e eeuw en later gevonden. Verder zijn er in Telavi archeologische vondsten gedaan van munten uit het begin van de jaartelling en keramiek uit de bronstijd. De oudste documentatie van Telavi als toponiem gaat terug naar de 11e eeuw toen de plaats onder koning Kvirike III de hoofdstad werd van het verenigde Kachetië-Hereti voordat dit opging in het Koninkrijk Georgië.

### Hoofdstad Kachetië

Traditioneel gebouw in Telavi.

Telavi werd een belangrijke handelsplaats op de oost-west karavaanroutes, maar na de Mongoolse invasies in de 13e eeuw begon de positie van de stad en de koninklijke status at te nemen. Vanaf de 15e eeuw werd het politieke centrum verplaatst naar Gremi (Kvareli). Koning Artsjil van Koninkrijk Imeretië, die in de 17e eeuw over Kachetië heerste, verhuisde de koninklijke residentie weer terug naar Telavi, en liet de stad renoveren.
Vanwege invallen van de Lezgiërs werd de stad versterkt en in 1753 werd onder koning Erekle II (1744-1798) het fort voltooid dat nog te zien is in de stad. Onder Teimoeraz II en Erekle II groeide Telavi uit tot een strategisch en cultureel centrum in Georgië, zeker na de fusie in 1762 tot Koninkrijk Kartli-Kachetië. Het werd een centrum van de Georgische literatuur, die invloed had op een hele generatie Georgische adel. In 1758 werd in Telavi een filosofische en theologische school gesticht, die in 1782 werd omgevormd tot een seminarie en er kwamen andere educatieve en creatieve activiteiten.

### Onder Russisch Rijk
Onder Russisch bestuur werd Telavi in 1801 de hoofdstad van het oejezd Telavi (Тела́вскій уѣ́здъ, Telávsky uyézd), een van de provincies van het Gouvernement Georgië en het Gouvernement Tiflis, en kreeg het in 1801 stadsrechten. Ook in opeenvolgende bestuurlijke eenheden in de Democratische Republiek Georgië en de Georgische SSR bleef Telavi een bestuurlijk centrum. Het fort in de stad werd de basis van een Russisch garnizoen. Tijdens de Georgische anti-Russische opstand in Kacheti in 1812 werd de stad en het fort aangevallen door de opstandelingen. De opstand verspreidde zich door heel Kacheti maar na twee maanden gaven de opstandelingen zich in Telavi over.
De stad floreerde als handelsplaats door de eerdere inspanningen van koning Erekle II en het had een omvangrijke Armeense populatie. De Armeniërs waren in steden in Georgië neergestreken toen ze door de Russisch-Perzische Oorlog (1804-1813) uit de Gəncə en Karabach kanaten moesten vluchten. In 1886 had de stad ruim 10.000 inwoners waarvan 82% Armeens. In 1906, in de nadagen van het Russisch Rijk en na de revolutie van 1905, was Telavi een lokaal bolwerk van revolutionair activisme, zo berichtte een gezant van de onderkoning van de Kaukasus.

### Na 1921
Tijdens de Sovjetjaren kwamen in Telavi fabrieken voor textielverwerking, conserven, productie van gewapend beton en verwerking van leisteen en marmer. Maar ook voor vleesverwerking en zuivel. In de 21e eeuw zijn de belangrijkste activiteiten wijnproductie en toerisme.

## Demografie
Begin 2024 had Telavi 19.737 inwoners, een lichte toename sinds de volkstelling van 2014. Telavi is de grootste plaats van Kacheti en de twaalfde grootste stad van Georgië.
De bevolking van Telavi bestond volgens de volkstelling van 2014 vrijwel geheel uit Georgiërs (96%). De belangrijkste etnische minderheid in de stad zijn de Jezidi's (300, 1,5%), na Tbilisi de tweede grootste Jezidi gemeenschap. Op afstand volgen Armeniërs, Russen en Azerbeidzjanen (elk ongeveer 100). In de stad wonen verder enkele tientallen Kisten, Osseten, Bosja en Oekraïners. In 1886 bestond de stad nog voor 82% uit Armeniërs, dat daarna gestaag is afgenomen.
| Aantal                                                           | 11.214 | 13.929 | 9.176 | 14.459 | 15.328 | 21.179 | 25.272 | 28.325 | 21.805 | 19.629 | 19.599 | 19.737 |
| Verantwoording data: Bevolkingsstatistiek Georgië 1886 tot heden |        |        |       |        |        |        |        |        |        |        |        |        |

## Bezienswaardigheden

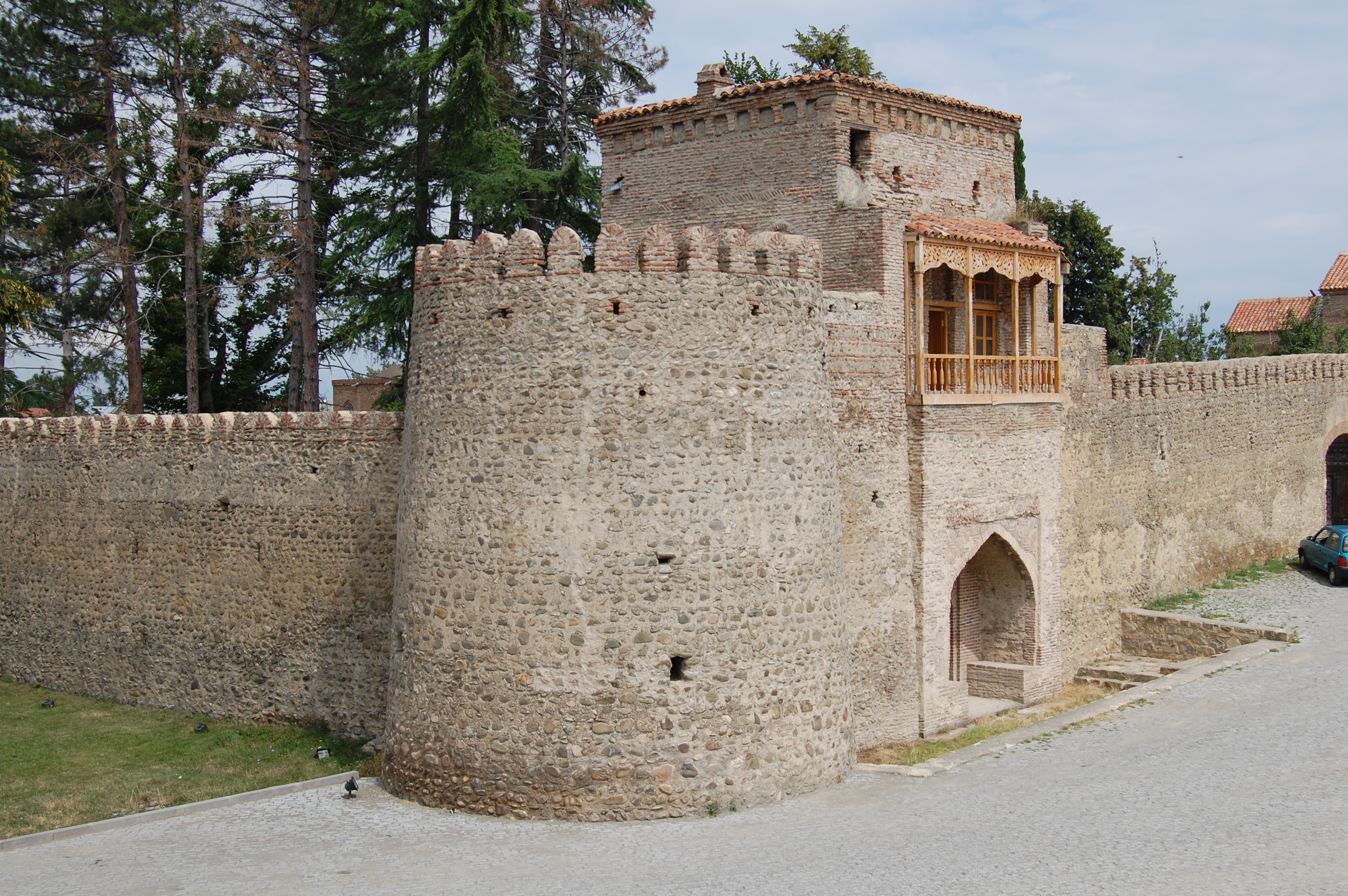
Fort Telavi

Koninklijk paleis

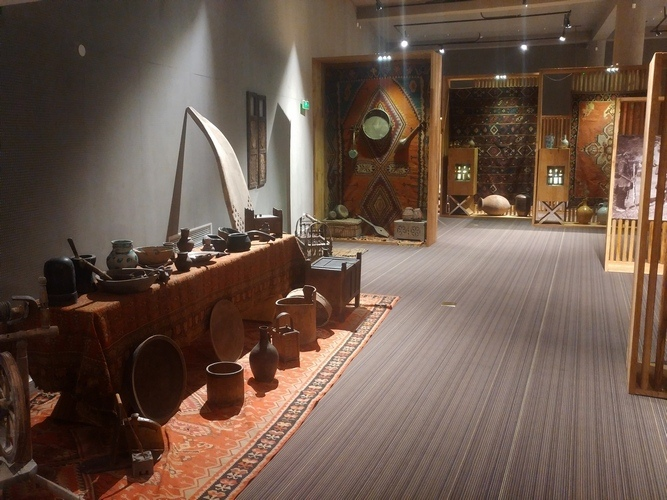
Historisch en etnografisch museum

Als grootste stad en centrum van Kacheti heeft Telavi een bezienswaardig compact centrum.
- Het fort en paleis van koning Erekle II staat prominent in het oude centrum. Het is het enige koninklijk paleis dat in Georgië is behouden.[19]
- Binnen de fortmuren is het Telavi historisch museum gevestigd en sinds 2018 in een nieuw ondergronds onderkomen.[20]

## Vervoer
Telavi is als regiocentrum met de rest van Kacheti en het land verbonden via een aantal belangrijke nationale wegen die in Telavi samenkomen. De nationale route Sh38 is de kortste route vanuit de stad naar hoofdstad Tbilisi via de 1620 meter hoge Gomboripas. De Sh42 (Achmeta - Telavi - Goerdzjaani - Bakoertsiche) door Telavi is de belangrijkste weg langs de zuidwestkant van de Alazani-vallei. De Sh70 steekt de Alazani over naar de noordelijke helft van de gemeente.

### Spoorlijn
De stad is sinds 1915 het eindpunt van de Kacheti spoorlijn (Tbilisi - Sagaredzjo - Goerdzjaani - Telavi). In de jaren 1990 werden de passagiersdiensten op deze lijn opgeschort en sindsdien rijden er sporadisch goederentreinen. Regelmatig wordt geopperd de passagiersverbinding weer te heropenen.

### Vliegveld
Vijf kilometer ten noorden van het centrum ligt in de Alazanivallei het Vliegveld Telavi dat in 1983 naast de Sovjet luchtmachtbasis geopend werd. In 1992 sloot het vliegveld, maar in 2022 is er sprake van heropening voor binnenlandse vluchten met kleine toestellen tot 16 passagiers na investering van 3 miljoen dollar in de start- en landingsbaan. Het vliegveld draagt de naam "Mimino", naar een komische Sovjet-film uit 1977 rond het fictieve karakter Mimino uit Telavi die vliegt op dorpen in de Georgische bergen.

## Stedenbanden
Telavi onderhoudt stedenbanden met:
- Anykščiai, Litouwen (sinds 2010)
- Balta, Oekraïne (sinds 2018)
- Bešeňová, Slowakije (sinds 2018)
- Biberach an der Riß, Duitsland (sinds 1987)
- Cherson, Oekraïne
- Daugavpils, Letland (sinds 2016)
- Glubokoye, Wit-Rusland (sinds 2012)
- Kėdainiai, Litouwen (sinds 2018)
- Kletsk, Wit-Rusland (sinds 2018)
- Laoag, Filipijnen (sinds 2016)
- Rzeszów, Polen (sinds 2013)
- Şəki, Azerbeidzjan (sinds 2006)
- Sztum, Polen (sinds 2006)
- Talsi, Letland (sinds 2015)
- Viljandi, Estland (sinds 2016)
- Zielona Góra, Polen (sinds 2010)

## Sport
De landelijk spelende voetbalclub FC Telavi werd in 2016 opgericht nadat de voorganger Kacheti Telavi in 2014 werd opgeheven vanwege financiële problemen. FC Telavi speelt haar wedstrijden in het Givi Tsjochelistadion, vernoemd naar de Georgische Sovjet-voetballer die geboren is in de stad.
In Telavi wordt jaarlijks een International Tennis Federation toernooi op gravel gehouden. De Nederlandse Marlot Meddens en Chayenne Ewijk wonnen in 2009 het dames dubbelspel op dit toernooi.

## Geboren
- Heraclius II (1720-1798), koning van koninkrijk Kachetië (1744-1762) en koninkrijk Kartli-Kachetië (1762-1798)
- Elene Achvlediani (1898-1975), Georgisch modernistisch kunstschilderes
- Givi Tsjocheli (1937-1994), voetballer en trainer
- Kachi Asatiani (1947-2002), voetballer en trainer
- Aleksandr Amisoelasjvili (1982), voetballer
- Ana Matnadze (1983), Georgisch-Spaanse schaakster, komt sinds 2012 voor Spanje uit.